# اینجار (هوراند)
اینجار یکی از روستاهای استان آذربایجان شرقی است که در دهستان دودانگه شهرستان هوراند واقع شده‌است.
طبق آخرین سرشماری انجام شده ی نفوس و مسکن در سال 1395 این روستا پر جمعیت ترین روستای شهرستان هوراند با جمعیت 708 نفر (202 خانوار) می باشد، که از این تعداد 366 نفر مرد و 342 زن می باشند.

## مردم بومی
از اشخاص به نام روستا میتوان به حاج ابراهیم،کربلائی مرتضی آقاعلیپور و شکر آبی،مشهدی خیرالله محمودی اصل،کربلائی جبرائیل و میکائیل نام برد.

## محصولات
از محصولات این روستا میتوان به ذغال اخته،گردو،توت سفید،انگور اشاره کرد.

## ویژگی مردم
مردم روستا بسیار مهربان و مهمان نواز هستند

## موقعیت جغرافیایی
این یک منطقه عالی برای گردشگری محسوب میشود که تا بحال نزدیک ۳۰۰۰۰نفر از این روستا دیدن کرده اند.
جاده این روستا بسیار راحت و دسترسی به شهر آسان است.